# Interlands Albanees voetbalelftal 2020-2029
Deze pagina toont een chronologisch en gedetailleerd overzicht van de interlands die het Albanees voetbalelftal speelt en heeft gespeeld in de periode 2020 – 2029.

## Interlands

### 2020
|                                                                                     |             |                                     |         |                                                                                |
| 4 september UEFA Nations League Groep C4 № 340 «onderlinge duels» 21:45 uur (UTC+3) | Wit-Rusland | 0 – 2                               | Albanië | Dinamostadion, Minsk Toeschouwers: 0 Scheidsrechter: Kristoffer Karlsson (SWE) |
| 4 september UEFA Nations League Groep C4 № 340 «onderlinge duels» 21:45 uur (UTC+3) |             | 23' Sokol Cikalleshi 78' Keidi Bare |         | Dinamostadion, Minsk Toeschouwers: 0 Scheidsrechter: Kristoffer Karlsson (SWE) |

|                                                                                     |         |                        |          |                                                                                |
| 7 september UEFA Nations League Groep C4 № 341 «onderlinge duels» 20:45 uur (UTC+2) | Albanië | 0 – 1                  | Litouwen | Air Albaniastadion, Tirana Toeschouwers: 0 Scheidsrechter: Sergiej Bojko (UKR) |
| 7 september UEFA Nations League Groep C4 № 341 «onderlinge duels» 20:45 uur (UTC+2) |         | 51' Donatas Kazlauskas |          | Air Albaniastadion, Tirana Toeschouwers: 0 Scheidsrechter: Sergiej Bojko (UKR) |

|                                                                                    |            |       |         |                                                                               |
| 11 oktober UEFA Nations League Groep C4 № 342 «onderlinge duels» 19:00 uur (UTC+6) | Kazachstan | 0 – 0 | Albanië | Centraalstadion, Almaty Toeschouwers: 0 Scheidsrechter: Dumitru Muntean (MDA) |
| 11 oktober UEFA Nations League Groep C4 № 342 «onderlinge duels» 19:00 uur (UTC+6) |            |       |         | Centraalstadion, Almaty Toeschouwers: 0 Scheidsrechter: Dumitru Muntean (MDA) |

|                                                                                    |          |       |         |                                                                         |
| 14 oktober UEFA Nations League Groep C4 № 343 «onderlinge duels» 19:00 uur (UTC+3) | Litouwen | 0 – 0 | Albanië | LFF-stadion, Vilnius Toeschouwers: 696 Scheidsrechter: Karim Abed (FRA) |
| 14 oktober UEFA Nations League Groep C4 № 343 «onderlinge duels» 19:00 uur (UTC+3) |          |       |         | LFF-stadion, Vilnius Toeschouwers: 696 Scheidsrechter: Karim Abed (FRA) |

|                                                                          |                                 |       |                         |                                                                            |
| 11 november Vriendschappelijk № 344 «onderlinge duels» 16:00 uur (UTC+1) | Albanië                         | 2 – 1 | Kosovo                  | Elbasan Arena, Elbasan Toeschouwers: 0 Scheidsrechter: Hüseyin Göçek (TUR) |
| 11 november Vriendschappelijk № 344 «onderlinge duels» 16:00 uur (UTC+1) | Bekim Balaj 31' Myrto Uzuni 65' |       | 85' (pen.) Vedat Muriqi | Elbasan Arena, Elbasan Toeschouwers: 0 Scheidsrechter: Hüseyin Göçek (TUR) |

|                                                                                     |                                                       |       |                  |                                                                                 |
| 15 november UEFA Nations League Groep C4 № 345 «onderlinge duels» 18:00 uur (UTC+1) | Albanië                                               | 3 – 1 | Kazachstan       | Air Albaniastadion, Tirana Toeschouwers: 0 Scheidsrechter: Xavier Estrada (ESP) |
| 15 november UEFA Nations League Groep C4 № 345 «onderlinge duels» 18:00 uur (UTC+1) | Sokol Cikalleshi 16' Ardian Ismajli 23' Rey Manaj 63' |       | 25' Ajbol Abiken | Air Albaniastadion, Tirana Toeschouwers: 0 Scheidsrechter: Xavier Estrada (ESP) |

|                                                                                     |                                                                |       |                                  |                                                                                |
| 18 november UEFA Nations League Groep C4 № 346 «onderlinge duels» 15:00 uur (UTC+1) | Albanië                                                        | 3 – 2 | Wit-Rusland                      | Air Albaniastadion, Tirana Toeschouwers: 0 Scheidsrechter: Radu Petrescu (ROU) |
| 18 november UEFA Nations League Groep C4 № 346 «onderlinge duels» 15:00 uur (UTC+1) | Sokol Cikalleshi 20' Sokol Cikalleshi 27' (pen.) Rey Manaj 44' |       | 35' Maksim Skavisj 80' Max Ebong | Air Albaniastadion, Tirana Toeschouwers: 0 Scheidsrechter: Radu Petrescu (ROU) |

### 2021
|                                                                             |         |                   |         |                                                                                          |
| 25 maart WK-kwalificatie Groep I № 347 «onderlinge duels» 20:45 uur (UTC+1) | Andorra | 0 – 1             | Albanië | Estadi Nacional, Andorra la Vella Toeschouwers: 285 Scheidsrechter: Volen Tsjinkov (BUL) |
| 25 maart WK-kwalificatie Groep I № 347 «onderlinge duels» 20:45 uur (UTC+1) |         | 41' Ermir Lenjani |         | Estadi Nacional, Andorra la Vella Toeschouwers: 285 Scheidsrechter: Volen Tsjinkov (BUL) |

|                                                                             |         |                                |          |                                                                                   |
| 28 maart WK-kwalificatie Groep I № 348 «onderlinge duels» 18:00 uur (UTC+2) | Albanië | 0 – 2                          | Engeland | Air Albaniastadion, Tirana Toeschouwers: 200 Scheidsrechter: Orel Grinfeeld (ISR) |
| 28 maart WK-kwalificatie Groep I № 348 «onderlinge duels» 18:00 uur (UTC+2) |         | 39' Harry Kane 63' Mason Mount |          | Air Albaniastadion, Tirana Toeschouwers: 200 Scheidsrechter: Orel Grinfeeld (ISR) |

|                                                                             |            |                               |         |                                                                                  |
| 31 maart WK-kwalificatie Groep I № 349 «onderlinge duels» 20:45 uur (UTC+2) | San Marino | 0 – 2                         | Albanië | Stadio Olimpico, Serravalle Toeschouwers: 0 Scheidsrechter: Kai Erik Steen (NOR) |
| 31 maart WK-kwalificatie Groep I № 349 «onderlinge duels» 20:45 uur (UTC+2) |            | 63' Rey Manaj 85' Myrto Uzuni |         | Stadio Olimpico, Serravalle Toeschouwers: 0 Scheidsrechter: Kai Erik Steen (NOR) |

|                                                                     |       |       |         |                                                                                    |
| 5 juni Vriendschappelijk № 350 «onderlinge duels» 17:00 uur (UTC+1) | Wales | 0 – 0 | Albanië | Cardiff City Stadium, Cardiff Toeschouwers: 6.500 Scheidsrechter: Neil Doyle (IRL) |
| 5 juni Vriendschappelijk № 350 «onderlinge duels» 17:00 uur (UTC+1) |       |       |         | Cardiff City Stadium, Cardiff Toeschouwers: 6.500 Scheidsrechter: Neil Doyle (IRL) |

|                                                                     |                                                          |       |                      |                                                                                |
| 8 juni Vriendschappelijk № 351 «onderlinge duels» 20:15 uur (UTC+2) | Tsjechië                                                 | 3 – 1 | Albanië              | Generali Arena, Praag Toeschouwers: 1.351 Scheidsrechter: Peter Kralović (SVK) |
| 8 juni Vriendschappelijk № 351 «onderlinge duels» 20:15 uur (UTC+2) | Patrik Schick 18' Lukáš Masopust 68' Ondřej Čelůstka 89' |       | 42' Sokol Cikalleshi | Generali Arena, Praag Toeschouwers: 1.351 Scheidsrechter: Peter Kralović (SVK) |

|                                                                                |                                                                                 |       |                      | |
| 2 september WK-kwalificatie Groep I № 352 «onderlinge duels» 20:45 uur (UTC+2) | Polen                                                                           | 4 – 1 | Albanië              | Nationaal Stadion, Warschau Toeschouwers: 38.254 Scheidsrechter: Maurizio Mariani (ITA) Video-assistent: Michael Fabbri (ITA) |
| 2 september WK-kwalificatie Groep I № 352 «onderlinge duels» 20:45 uur (UTC+2) | Robert Lewandowski 12' Adam Buksa 44' Grzegorz Krychowiak 54' Karol Linetty 89' |       | 25' Sokol Cikalleshi | Nationaal Stadion, Warschau Toeschouwers: 38.254 Scheidsrechter: Maurizio Mariani (ITA) Video-assistent: Michael Fabbri (ITA) |

|                                                                                |                   |       |           | |
| 5 september WK-kwalificatie Groep I № 353 «onderlinge duels» 18:00 uur (UTC+2) | Albanië           | 1 – 0 | Hongarije | Elbasan Arena, Elbasan Toeschouwers: 4.135 Scheidsrechter: Danny Makkelie (NED) Video-assistent: Massimiliano Irrati (ITA) |
| 5 september WK-kwalificatie Groep I № 353 «onderlinge duels» 18:00 uur (UTC+2) | Armando Broja 87' |       |           | Elbasan Arena, Elbasan Toeschouwers: 4.135 Scheidsrechter: Danny Makkelie (NED) Video-assistent: Massimiliano Irrati (ITA) |

|                                                                                |                                                                                 |       |            | |
| 8 september WK-kwalificatie Groep I № 354 «onderlinge duels» 20:45 uur (UTC+2) | Albanië                                                                         | 5 – 0 | San Marino | Elbasan Arena, Elbasan Toeschouwers: 3.850 Scheidsrechter: Lukas Fähndrich (SUI) Video-assistent: Fedayi San (SUI) |
| 8 september WK-kwalificatie Groep I № 354 «onderlinge duels» 20:45 uur (UTC+2) | Rey Manaj 32' Qazim Laçi 58' Armando Broja 61' Elseid Hysaj 68' Myrto Uzuni 80' |       |            | Elbasan Arena, Elbasan Toeschouwers: 3.850 Scheidsrechter: Lukas Fähndrich (SUI) Video-assistent: Fedayi San (SUI) |

|                                                                              |           |                   |         | |
| 9 oktober WK-kwalificatie Groep I № 355 «onderlinge duels» 20:45 uur (UTC+2) | Hongarije | 0 – 1             | Albanië | Puskás Aréna, Boedapest Toeschouwers: 273 Scheidsrechter: Carlos del Cerro Grande (ESP) Video-assistent: José María Sánchez Martínez (ESP) |
| 9 oktober WK-kwalificatie Groep I № 355 «onderlinge duels» 20:45 uur (UTC+2) |           | 80' Armando Broja |         | Puskás Aréna, Boedapest Toeschouwers: 273 Scheidsrechter: Carlos del Cerro Grande (ESP) Video-assistent: José María Sánchez Martínez (ESP) |

|                                                                               |         |                     |       | |
| 12 oktober WK-kwalificatie Groep I № 356 «onderlinge duels» 20:45 uur (UTC+2) | Albanië | 0 – 1               | Polen | Air Albaniastadion, Tirana Toeschouwers: 21.000 Scheidsrechter: Clément Turpin (FRA) Video-assistent: Jérôme Brisard (FRA) |
| 12 oktober WK-kwalificatie Groep I № 356 «onderlinge duels» 20:45 uur (UTC+2) |         | 77' Karol Świderski |       | Air Albaniastadion, Tirana Toeschouwers: 21.000 Scheidsrechter: Clément Turpin (FRA) Video-assistent: Jérôme Brisard (FRA) |

|                                                                              |                                                                                      |       |         | |
| 12 november WK-kwalificatie Groep I № 357 «onderlinge duels» 19:45 uur (UTC) | Engeland                                                                             | 5 – 0 | Albanië | Wembley Stadium, Londen Toeschouwers: 80.366 Scheidsrechter: Ruddy Buquet (FRA) Video-assistent: Bastian Dankert (GER) |
| 12 november WK-kwalificatie Groep I № 357 «onderlinge duels» 19:45 uur (UTC) | Harry Maguire 9' Harry Kane 18' Jordan Henderson 28' Harry Kane 33' Harry Kane 45+2' |       |         | Wembley Stadium, Londen Toeschouwers: 80.366 Scheidsrechter: Ruddy Buquet (FRA) Video-assistent: Bastian Dankert (GER) |

|                                                                                |                         |       |         | |
| 15 november WK-kwalificatie Groep I № 358 «onderlinge duels» 20:45 uur (UTC+1) | Albanië                 | 1 – 0 | Andorra | Air Albaniastadion, Tirana Toeschouwers: 75 Scheidsrechter: Andris Treimanis (LVA) Video-assistent: Lawrence Visser (BEL) |
| 15 november WK-kwalificatie Groep I № 358 «onderlinge duels» 20:45 uur (UTC+1) | Endri Çekiçi 73' (pen.) |       |         | Air Albaniastadion, Tirana Toeschouwers: 75 Scheidsrechter: Andris Treimanis (LVA) Video-assistent: Lawrence Visser (BEL) |

### 2022
|                                                                       |                                 |       |                 | |
| 26 maart Vriendschappelijk № 359 «onderlinge duels» 19:45 uur (UTC+1) | Spanje                          | 2 – 1 | Albanië         | RCDE Stadium, Cornellà de Llobregat Toeschouwers: 35.444 Scheidsrechter: Trustin Farrugia Cann (MLT) |
| 26 maart Vriendschappelijk № 359 «onderlinge duels» 19:45 uur (UTC+1) | Ferran Torres 75' Dani Olmo 90' |       | 85' Myrto Uzuni | RCDE Stadium, Cornellà de Llobregat Toeschouwers: 35.444 Scheidsrechter: Trustin Farrugia Cann (MLT) |

|                                                                       |         |       |         |                                                                                      |
| 29 maart Vriendschappelijk № 360 «onderlinge duels» 18:00 uur (UTC+2) | Albanië | 0 – 0 | Georgië | Air Albaniastadion, Tirana Toeschouwers: onb. Scheidsrechter: Nikola Dabanović (MNE) |
| 29 maart Vriendschappelijk № 360 «onderlinge duels» 18:00 uur (UTC+2) |         |       |         | Air Albaniastadion, Tirana Toeschouwers: onb. Scheidsrechter: Nikola Dabanović (MNE) |

|                                               |         |             |         |                            |
| 2 juni UEFA Nations League «onderlinge duels» | Albanië | Geannuleerd | Rusland | Air Albaniastadion, Tirana |
| 2 juni UEFA Nations League «onderlinge duels» |         |             |         | Air Albaniastadion, Tirana |

|                                                                              |                      |       |                    | |
| 6 juni UEFA Nations League Groep B2 № 361 «onderlinge duels» 18:45 uur (UTC) | IJsland              | 1 – 1 | Albanië            | Laugardalsvöllur, Reykjavik Toeschouwers: 4.033 Scheidsrechter: Craig Pawson (ENG) Video-assistent: Peter Bankes (ENG) |
| 6 juni UEFA Nations League Groep B2 № 361 «onderlinge duels» 18:45 uur (UTC) | Jón Þorsteinsson 49' |       | 30' Taulant Seferi | Laugardalsvöllur, Reykjavik Toeschouwers: 4.033 Scheidsrechter: Craig Pawson (ENG) Video-assistent: Peter Bankes (ENG) |

|                                                                                 |                            |       |                                     | |
| 10 juni UEFA Nations League Groep B2 № 362 «onderlinge duels» 20:45 uur (UTC+2) | Albanië                    | 1 – 2 | Israël                              | Air Albaniastadion, Tirana Toeschouwers: 18.100 Scheidsrechter: Tiago Martins (POR) Video-assistent: João Pinheiro (POR) |
| 10 juni UEFA Nations League Groep B2 № 362 «onderlinge duels» 20:45 uur (UTC+2) | Armando Broja 45+3' (pen.) |       | 57' Manor Solomon 73' Manor Solomon | Air Albaniastadion, Tirana Toeschouwers: 18.100 Scheidsrechter: Tiago Martins (POR) Video-assistent: João Pinheiro (POR) |

|                                                |         |             |         |                   |
| 13 juni UEFA Nations League «onderlinge duels» | Rusland | Geannuleerd | Albanië | VTB Arena, Moskou |
| 13 juni UEFA Nations League «onderlinge duels» |         |             |         | VTB Arena, Moskou |

|                                                                      |         |       |         |                                                                                     |
| 13 juni Vriendschappelijk № 363 «onderlinge duels» 18:00 uur (UTC+2) | Albanië | 0 – 0 | Estland | Air Albaniastadion, Tirana Toeschouwers: onb. Scheidsrechter: Philip Farrugia (MLT) |
| 13 juni Vriendschappelijk № 363 «onderlinge duels» 18:00 uur (UTC+2) |         |       |         | Air Albaniastadion, Tirana Toeschouwers: onb. Scheidsrechter: Philip Farrugia (MLT) |

|                                                                                      |                                    |       |                 | |
| 24 september UEFA Nations League Groep B2 № 364 «onderlinge duels» 21:45 uur (UTC+3) | Israël                             | 2 – 1 | Albanië         | Bloomfieldstadion, Tel Aviv Toeschouwers: 29.200 Scheidsrechter: Donatas Rumšas (LTU) Video-assistent: José Munuera Montero (ESP) |
| 24 september UEFA Nations League Groep B2 № 364 «onderlinge duels» 21:45 uur (UTC+3) | Shon Weissman 46' Tai Baribo 90+2' |       | 88' Myrto Uzuni | Bloomfieldstadion, Tel Aviv Toeschouwers: 29.200 Scheidsrechter: Donatas Rumšas (LTU) Video-assistent: José Munuera Montero (ESP) |

|                                                                                      |                   |       |                       | |
| 27 september UEFA Nations League Groep B2 № 365 «onderlinge duels» 20:45 uur (UTC+2) | Albanië           | 1 – 1 | IJsland               | Air Albaniastadion, Tirana Toeschouwers: 8.800 Scheidsrechter: Ricardo de Burgos Bengoetxea (ESP) Video-assistent: Guillermo Cuadra Fernández (ESP) |
| 27 september UEFA Nations League Groep B2 № 365 «onderlinge duels» 20:45 uur (UTC+2) | Ermir Lenjani 38' |       | 90+7' Mikael Anderson | Air Albaniastadion, Tirana Toeschouwers: 8.800 Scheidsrechter: Ricardo de Burgos Bengoetxea (ESP) Video-assistent: Guillermo Cuadra Fernández (ESP) |

|                                                                         |                            |       |                 |                                                                                 |
| 26 oktober Vriendschappelijk № 366 «onderlinge duels» 18:30 uur (UTC+4) | Saoedi-Arabië              | 1 – 1 | Albanië         | Al Nahyanstadion, Abu Dhabi Toeschouwers: 0 Scheidsrechter: Adel Al Naqbi (VAE) |
| 26 oktober Vriendschappelijk № 366 «onderlinge duels» 18:30 uur (UTC+4) | Saleh Al-Shehri 43' (pen.) |       | 47' Bekim Balaj | Al Nahyanstadion, Abu Dhabi Toeschouwers: 0 Scheidsrechter: Adel Al Naqbi (VAE) |

|                                                                         |                       |       |         |                                                                                        |
| 9 november Vriendschappelijk № 367 «onderlinge duels» 18:30 uur (UTC+1) | Qatar                 | 1 – 0 | Albanië | Marbella Football Center, Marbella Toeschouwers: 0 Scheidsrechter: Jason Barcelo (GIB) |
| 9 november Vriendschappelijk № 367 «onderlinge duels» 18:30 uur (UTC+1) | Almoez Ali 37' (pen.) |       |         | Marbella Football Center, Marbella Toeschouwers: 0 Scheidsrechter: Jason Barcelo (GIB) |

|                                                                          |                    |       |                                                               | |
| 16 november Vriendschappelijk № 368 «onderlinge duels» 20:45 uur (UTC+1) | Albanië            | 1 – 3 | Italië                                                        | Air Albaniastadion, Tirana Toeschouwers: 22.000 Scheidsrechter: Genc Nuza (KOS) Video-assistent: Emanuela Rusta (ALB) |
| 16 november Vriendschappelijk № 368 «onderlinge duels» 20:45 uur (UTC+1) | Ardian Ismajli 16' |       | 20' Giovanni Di Lorenzo 25' Vincenzo Grifo 64' Vincenzo Grifo | Air Albaniastadion, Tirana Toeschouwers: 22.000 Scheidsrechter: Genc Nuza (KOS) Video-assistent: Emanuela Rusta (ALB) |

|                                                                          |                                                |       |         |                                                                                        |
| 19 november Vriendschappelijk № 369 «onderlinge duels» 17:30 uur (UTC+1) | Albanië                                        | 2 – 0 | Armenië | Air Albaniastadion, Tirana Toeschouwers: onb. Scheidsrechter: Aleksandar Stavrev (MKD) |
| 19 november Vriendschappelijk № 369 «onderlinge duels» 17:30 uur (UTC+1) | Xhuliano Skuka 28' Kristjan Asllani 64' (pen.) |       |         | Air Albaniastadion, Tirana Toeschouwers: onb. Scheidsrechter: Aleksandar Stavrev (MKD) |

### 2023
|                                                                             |                     |       |         | |
| 27 maart EK-kwalificatie Groep E № 370 «onderlinge duels» 20:45 uur (UTC+2) | Polen               | 1 – 0 | Albanië | Nationaal Stadion, Warschau Toeschouwers: 56.227 Scheidsrechter: Slavko Vinčić (SVN) Video-assistent: Nejc Kajtazović (SVN) |
| 27 maart EK-kwalificatie Groep E № 370 «onderlinge duels» 20:45 uur (UTC+2) | Karol Świderski 41' |       |         | Nationaal Stadion, Warschau Toeschouwers: 56.227 Scheidsrechter: Slavko Vinčić (SVN) Video-assistent: Nejc Kajtazović (SVN) |

|                                                                            |                                   |       |          | |
| 17 juni EK-kwalificatie Groep E № 371 «onderlinge duels» 20:45 uur (UTC+2) | Albanië                           | 2 – 0 | Moldavië | Air Albaniastadion, Tirana Toeschouwers: 20.944 Scheidsrechter: Dennis Higler (NED) Video-assistent: Pol van Boekel (NED) |
| 17 juni EK-kwalificatie Groep E № 371 «onderlinge duels» 20:45 uur (UTC+2) | Jasir Asani 52' Nedim Bajrami 76' |       |          | Air Albaniastadion, Tirana Toeschouwers: 20.944 Scheidsrechter: Dennis Higler (NED) Video-assistent: Pol van Boekel (NED) |

|                                                                            |                  |       |                                                     | |
| 20 juni EK-kwalificatie Groep E № 372 «onderlinge duels» 19:45 uur (UTC+1) | Faeröer          | 1 – 3 | Albanië                                             | Tórsvøllur, Tórshavn Toeschouwers: 2.507 Scheidsrechter: Chrysovalantis Theouli (CYP) Video-assistent: Aggelos Evangelou (GRE) |
| 20 juni EK-kwalificatie Groep E № 372 «onderlinge duels» 19:45 uur (UTC+1) | Odmar Færø 45+1' |       | 20' Nedim Bajrami 51' Jasir Asani 90+1' Ernest Muçi | Tórsvøllur, Tórshavn Toeschouwers: 2.507 Scheidsrechter: Chrysovalantis Theouli (CYP) Video-assistent: Aggelos Evangelou (GRE) |

|                                                                                |                  |       |                   | |
| 7 september EK-kwalificatie Groep E № 373 «onderlinge duels» 20:45 uur (UTC+2) | Tsjechië         | 1 – 1 | Albanië           | Fortuna arena, Praag Toeschouwers: 18.641 Scheidsrechter: Anthony Taylor (ENG) Video-assistent: Darren England (ENG) |
| 7 september EK-kwalificatie Groep E № 373 «onderlinge duels» 20:45 uur (UTC+2) | Václav Černý 56' |       | 66' Nedim Bajrami | Fortuna arena, Praag Toeschouwers: 18.641 Scheidsrechter: Anthony Taylor (ENG) Video-assistent: Darren England (ENG) |

|                                                                                 |                                  |       |       | |
| 10 september EK-kwalificatie Groep E № 374 «onderlinge duels» 20:45 uur (UTC+2) | Albanië                          | 2 – 0 | Polen | Air Albaniastadion, Tirana Toeschouwers: 21.900 Scheidsrechter: José María Sánchez Martínez (ESP) Video-assistent: Carlos del Cerro Grande (ESP) |
| 10 september EK-kwalificatie Groep E № 374 «onderlinge duels» 20:45 uur (UTC+2) | Jasir Asani 37' Mirlind Daku 62' |       |       | Air Albaniastadion, Tirana Toeschouwers: 21.900 Scheidsrechter: José María Sánchez Martínez (ESP) Video-assistent: Carlos del Cerro Grande (ESP) |

|                                                                               |                                                      |       |          | |
| 12 oktober EK-kwalificatie Groep E № 375 «onderlinge duels» 20:45 uur (UTC+2) | Albanië                                              | 3 – 0 | Tsjechië | Air Albaniastadion, Tirana Toeschouwers: 20.917 Scheidsrechter: Danny Makkelie (NED) Video-assistent: Rob Dieperink (NED) |
| 12 oktober EK-kwalificatie Groep E № 375 «onderlinge duels» 20:45 uur (UTC+2) | Jasir Asani 9' Taulant Seferi 51' Taulant Seferi 73' |       |          | Air Albaniastadion, Tirana Toeschouwers: 20.917 Scheidsrechter: Danny Makkelie (NED) Video-assistent: Rob Dieperink (NED) |

|                                                                         |                                |       |           |                                                                                         |
| 17 oktober Vriendschappelijk № 376 «onderlinge duels» 18:00 uur (UTC+2) | Albanië                        | 2 – 0 | Bulgarije | Air Albaniastadion, Tirana Toeschouwers: 17.232 Scheidsrechter: Mervan Bejtullahu (KOS) |
| 17 oktober Vriendschappelijk № 376 «onderlinge duels» 18:00 uur (UTC+2) | Qazim Laçi 41' Ernest Muçi 81' |       |           | Air Albaniastadion, Tirana Toeschouwers: 17.232 Scheidsrechter: Mervan Bejtullahu (KOS) |

|                                                                                |                       |       |                             | |
| 17 november EK-kwalificatie Groep E № 377 «onderlinge duels» 19:00 uur (UTC+2) | Moldavië              | 1 – 1 | Albanië                     | Zimbrustadion, Chisinau Toeschouwers: 9.537 Scheidsrechter: William Collum (SCO) Video-assistent: Stuart Attwell (ENG) |
| 17 november EK-kwalificatie Groep E № 377 «onderlinge duels» 19:00 uur (UTC+2) | Vladyslav Baboglo 87' |       | 25' (pen.) Sokol Cikalleshi | Zimbrustadion, Chisinau Toeschouwers: 9.537 Scheidsrechter: William Collum (SCO) Video-assistent: Stuart Attwell (ENG) |

|                                                                                |         |       |         | |
| 20 november EK-kwalificatie Groep E № 378 «onderlinge duels» 20:45 uur (UTC+1) | Albanië | 0 – 0 | Faeröer | Air Albaniastadion, Tirana Toeschouwers: 21.456 Scheidsrechter: Sven Jablonski (GER) Video-assistent: Bastian Dankert (GER) |
| 20 november EK-kwalificatie Groep E № 378 «onderlinge duels» 20:45 uur (UTC+1) |         |       |         | Air Albaniastadion, Tirana Toeschouwers: 21.456 Scheidsrechter: Sven Jablonski (GER) Video-assistent: Bastian Dankert (GER) |

### 2024
|                                                                       |         |                                                           |       |                                                                                      |
| 22 maart Vriendschappelijk № 379 «onderlinge duels» 20:45 uur (UTC+1) | Albanië | 0 – 3                                                     | Chili | Stadio Ennio Tardini, Parma Toeschouwers: 15.000 Scheidsrechter: Luca Pairetto (ITA) |
| 22 maart Vriendschappelijk № 379 «onderlinge duels» 20:45 uur (UTC+1) |         | 20' Eduardo Vargas 84' Marcos Bolados 90+2' Víctor Dávila |       | Stadio Ennio Tardini, Parma Toeschouwers: 15.000 Scheidsrechter: Luca Pairetto (ITA) |

|                                                                       |                    |       |         |                                                                               |
| 25 maart Vriendschappelijk № 380 «onderlinge duels» 19:00 uur (UTC+1) | Zweden             | 1 – 0 | Albanië | Friends Arena, Solna Toeschouwers: 17.892 Scheidsrechter: Marcel Bîrsan (ROU) |
| 25 maart Vriendschappelijk № 380 «onderlinge duels» 19:00 uur (UTC+1) | Gustaf Nilsson 62' |       |         | Friends Arena, Solna Toeschouwers: 17.892 Scheidsrechter: Marcel Bîrsan (ROU) |

|                                                                     |                                                   |       |               |                                                                                          |
| 3 juni Vriendschappelijk № 381 «onderlinge duels» 20:00 uur (UTC+2) | Albanië                                           | 3 – 0 | Liechtenstein | Haladás Sportkomplexum, Szombathely Toeschouwers: 200 Scheidsrechter: Bence Csonka (HUN) |
| 3 juni Vriendschappelijk № 381 «onderlinge duels» 20:00 uur (UTC+2) | Armando Broja 31' Jasir Asani 47' Ernest Muçi 67' |       |               | Haladás Sportkomplexum, Szombathely Toeschouwers: 200 Scheidsrechter: Bence Csonka (HUN) |

|                                                                     |                                                 |       |                     |                                                                                            |
| 7 juni Vriendschappelijk № 382 «onderlinge duels» 19:00 uur (UTC+2) | Albanië                                         | 3 – 1 | Azerbeidzjan        | Haladás Sportkomplexum, Szombathely Toeschouwers: 700 Scheidsrechter: Mihály Káprály (HUN) |
| 7 juni Vriendschappelijk № 382 «onderlinge duels» 19:00 uur (UTC+2) | Adrian Bajrami 11' Rey Manaj 81' Qazim Laçi 87' |       | 90+1' Musa Qurbanlı | Haladás Sportkomplexum, Szombathely Toeschouwers: 700 Scheidsrechter: Mihály Káprály (HUN) |

| EK 2024 |
| ------- |

|                                                                         |                                           |       |                  | |
| 15 juni EK-eindronde Groep B № 383 «onderlinge duels» 21:00 uur (UTC+2) | Italië                                    | 2 – 1 | Albanië          | Signal Iduna Park, Dortmund Toeschouwers: 60.512 Scheidsrechter: Felix Zwayer (GER) Video-assistent: Bastian Dankert (GER) |
| 15 juni EK-eindronde Groep B № 383 «onderlinge duels» 21:00 uur (UTC+2) | Alessandro Bastoni 11' Nicolò Barella 16' |       | 1' Nedim Bajrami | Signal Iduna Park, Dortmund Toeschouwers: 60.512 Scheidsrechter: Felix Zwayer (GER) Video-assistent: Bastian Dankert (GER) |

|                                                                         |                                              |       |                                    | |
| 19 juni EK-eindronde Groep B № 384 «onderlinge duels» 15:00 uur (UTC+2) | Kroatië                                      | 2 – 2 | Albanië                            | Volksparkstadion, Hamburg Toeschouwers: 46.784 Scheidsrechter: François Letexier (FRA) Video-assistent: Willy Delajod (FRA) |
| 19 juni EK-eindronde Groep B № 384 «onderlinge duels» 15:00 uur (UTC+2) | Andrej Kramarić 74' Klaus Gjasula 76' (e.d.) |       | 11' Qazim Laçi 90+5' Klaus Gjasula | Volksparkstadion, Hamburg Toeschouwers: 46.784 Scheidsrechter: François Letexier (FRA) Video-assistent: Willy Delajod (FRA) |

|                                                                         |         |                   |        | |
| 24 juni EK-eindronde Groep B № 385 «onderlinge duels» 21:00 uur (UTC+2) | Albanië | 0 – 1             | Spanje | Merkur Spiel-Arena, Düsseldorf Toeschouwers: 46.586 Scheidsrechter: Glenn Nyberg (SWE) Video-assistent: Christian Dingert (GER) |
| 24 juni EK-eindronde Groep B № 385 «onderlinge duels» 21:00 uur (UTC+2) |         | 13' Ferran Torres |        | Merkur Spiel-Arena, Düsseldorf Toeschouwers: 46.586 Scheidsrechter: Glenn Nyberg (SWE) Video-assistent: Christian Dingert (GER) |

|  |  |  |  |  |  |  |  |  |

|                                                                                     |                      |       |                                    | |
| 7 september UEFA Nations League Groep B1 № 386 «onderlinge duels» 20:45 uur (UTC+2) | Oekraïne             | 1 – 2 | Albanië                            | Stadion Sparty na Letné, Praag (Tsjechië) Toeschouwers: 15.500 Scheidsrechter: Luís Godinho (POR) Video-assistent: Tiago Martins (POR) |
| 7 september UEFA Nations League Groep B1 № 386 «onderlinge duels» 20:45 uur (UTC+2) | Joechym Konoplja 49' |       | 54' Ardian Ismajli 66' Jasir Asani | Stadion Sparty na Letné, Praag (Tsjechië) Toeschouwers: 15.500 Scheidsrechter: Luís Godinho (POR) Video-assistent: Tiago Martins (POR) |

|                                                                                      |         |                           |         | |
| 10 september UEFA Nations League Groep B1 № 387 «onderlinge duels» 20:45 uur (UTC+2) | Albanië | 0 – 1                     | Georgië | Air Albaniastadion, Tirana Toeschouwers: 20.400 Scheidsrechter: Erik Lambrechts (BEL) Video-assistent: Bram Van Driessche (BEL) |
| 10 september UEFA Nations League Groep B1 № 387 «onderlinge duels» 20:45 uur (UTC+2) |         | 71' Giorgi Kotsjorasjvili |         | Air Albaniastadion, Tirana Toeschouwers: 20.400 Scheidsrechter: Erik Lambrechts (BEL) Video-assistent: Bram Van Driessche (BEL) |

|                                                                                    |                                |       |         | |
| 11 oktober UEFA Nations League Groep B1 № 388 «onderlinge duels» 20:45 uur (UTC+2) | Tsjechië                       | 2 – 0 | Albanië | Stadion Sparty na Letné, Praag Toeschouwers: 17.823 Scheidsrechter: Benoît Bastien (FRA) Video-assistent: Benoît Millot (FRA) |
| 11 oktober UEFA Nations League Groep B1 № 388 «onderlinge duels» 20:45 uur (UTC+2) | Tomáš Chorý 3' Tomáš Chorý 63' |       |         | Stadion Sparty na Letné, Praag Toeschouwers: 17.823 Scheidsrechter: Benoît Bastien (FRA) Video-assistent: Benoît Millot (FRA) |

|                                                                                    |         |                      |         | |
| 14 oktober UEFA Nations League Groep B1 № 389 «onderlinge duels» 20:00 uur (UTC+4) | Georgië | 0 – 1                | Albanië | Batoemistadion, Batoemi Toeschouwers: 19.981 Scheidsrechter: Danny Makkelie (NED) Video-assistent: Rob Dieperink (NED) |
| 14 oktober UEFA Nations League Groep B1 № 389 «onderlinge duels» 20:00 uur (UTC+4) |         | 48' Kristjan Asllani |         | Batoemistadion, Batoemi Toeschouwers: 19.981 Scheidsrechter: Danny Makkelie (NED) Video-assistent: Rob Dieperink (NED) |

|                                                                                     |         |       |          | |
| 16 november UEFA Nations League Groep B1 № 390 «onderlinge duels» 20:45 uur (UTC+1) | Albanië | 0 – 0 | Tsjechië | Air Albaniastadion, Tirana Toeschouwers: 20.800 Scheidsrechter: Sandro Schärer (SUI) Video-assistent: Fedayi San (SUI) |
| 16 november UEFA Nations League Groep B1 № 390 «onderlinge duels» 20:45 uur (UTC+1) |         |       |          | Air Albaniastadion, Tirana Toeschouwers: 20.800 Scheidsrechter: Sandro Schärer (SUI) Video-assistent: Fedayi San (SUI) |

|                                                                                     |                          |       |                                               | |
| 19 november UEFA Nations League Groep B1 № 391 «onderlinge duels» 20:45 uur (UTC+1) | Albanië                  | 1 – 2 | Oekraïne                                      | Air Albaniastadion, Tirana Toeschouwers: 20.547 Scheidsrechter: João Pinheiro (POR) Video-assistent: Tiago Martins (POR) |
| 19 november UEFA Nations League Groep B1 № 391 «onderlinge duels» 20:45 uur (UTC+1) | Nedim Bajrami 75' (pen.) |       | 5' Oleksandr Zintsjenko 10' Roman Jaremtsjoek | Air Albaniastadion, Tirana Toeschouwers: 20.547 Scheidsrechter: João Pinheiro (POR) Video-assistent: Tiago Martins (POR) |

### 2025
|                                                                           |                                       |       |         | |
| 21 maart WK-kwalificatie Groep K № 392 «onderlinge duels» 19:45 uur (UTC) | Engeland                              | 2 – 0 | Albanië | Wembley Stadium, Londen Toeschouwers: 82.378 Scheidsrechter: Alejandro Hernández (ESP) Video-assistent: César Soto Grado (ESP) |
| 21 maart WK-kwalificatie Groep K № 392 «onderlinge duels» 19:45 uur (UTC) | Myles Lewis-Skelly 20' Harry Kane 77' |       |         | Wembley Stadium, Londen Toeschouwers: 82.378 Scheidsrechter: Alejandro Hernández (ESP) Video-assistent: César Soto Grado (ESP) |

|                                                                             |                                              |       |         | |
| 24 maart WK-kwalificatie Groep K № 393 «onderlinge duels» 20:45 uur (UTC+1) | Albanië                                      | 3 – 0 | Andorra | Air Albaniastadion, Tirana Toeschouwers: 17.183 Scheidsrechter: Sebastian Gishamer (AUT) Video-assistent: Manuel Schüttengruber (AUT) |
| 24 maart WK-kwalificatie Groep K № 393 «onderlinge duels» 20:45 uur (UTC+1) | Rey Manaj 9' Rey Manaj 19' Myrto Uzuni 90+2' |       |         | Air Albaniastadion, Tirana Toeschouwers: 17.183 Scheidsrechter: Sebastian Gishamer (AUT) Video-assistent: Manuel Schüttengruber (AUT) |

|                                                                           |         |       |        | |
| 7 juni WK-kwalificatie Groep K № 394 «onderlinge duels» 20:45 uur (UTC+2) | Albanië | 0 – 0 | Servië | Air Albaniastadion, Tirana Toeschouwers: 20.427 Scheidsrechter: Davide Massa (ITA) Video-assistent: Aleandro Di Paolo (ITA) |
| 7 juni WK-kwalificatie Groep K № 394 «onderlinge duels» 20:45 uur (UTC+2) |         |       |        | Air Albaniastadion, Tirana Toeschouwers: 20.427 Scheidsrechter: Davide Massa (ITA) Video-assistent: Aleandro Di Paolo (ITA) |

|                                                                            |                             |       |                                  | |
| 10 juni WK-kwalificatie Groep K № 395 «onderlinge duels» 21:45 uur (UTC+3) | Letland                     | 1 – 1 | Albanië                          | Skontostadion, Riga Toeschouwers: 6.083 Scheidsrechter: Halil Umut Meler (TUR) Video-assistent: Harm Osmers (GER) |
| 10 juni WK-kwalificatie Groep K № 395 «onderlinge duels» 21:45 uur (UTC+3) | Antonijs Černomordijs 45+4' |       | 29' (e.d.) Antonijs Černomordijs | Skontostadion, Riga Toeschouwers: 6.083 Scheidsrechter: Halil Umut Meler (TUR) Video-assistent: Harm Osmers (GER) |

|                                                                                |         |   |         |                                                                        |
| 9 september WK-kwalificatie Groep K № 396 «onderlinge duels» 20:45 uur (UTC+2) | Albanië | – | Letland | Air Albaniastadion, Tirana Toeschouwers: n.n.b. Scheidsrechter: n.n.b. |
| 9 september WK-kwalificatie Groep K № 396 «onderlinge duels» 20:45 uur (UTC+2) |         |   |         | Air Albaniastadion, Tirana Toeschouwers: n.n.b. Scheidsrechter: n.n.b. |

|                                                                               |        |   |         |                                                                        |
| 11 oktober WK-kwalificatie Groep K № 397 «onderlinge duels» 20:45 uur (UTC+2) | Servië | – | Albanië | Rode Sterstadion, Belgrado Toeschouwers: n.n.b. Scheidsrechter: n.n.b. |
| 11 oktober WK-kwalificatie Groep K № 397 «onderlinge duels» 20:45 uur (UTC+2) |        |   |         | Rode Sterstadion, Belgrado Toeschouwers: n.n.b. Scheidsrechter: n.n.b. |

|                                                                                |         |   |         |                                                    |
| 13 november WK-kwalificatie Groep K № 398 «onderlinge duels» 20:45 uur (UTC+1) | Andorra | – | Albanië | n.n.b. Toeschouwers: n.n.b. Scheidsrechter: n.n.b. |
| 13 november WK-kwalificatie Groep K № 398 «onderlinge duels» 20:45 uur (UTC+1) |         |   |         | n.n.b. Toeschouwers: n.n.b. Scheidsrechter: n.n.b. |

|                                                                                |         |   |          |                                                    |
| 16 november WK-kwalificatie Groep K № 399 «onderlinge duels» 18:00 uur (UTC+1) | Albanië | – | Engeland | n.n.b. Toeschouwers: n.n.b. Scheidsrechter: n.n.b. |
| 16 november WK-kwalificatie Groep K № 399 «onderlinge duels» 18:00 uur (UTC+1) |         |   |          | n.n.b. Toeschouwers: n.n.b. Scheidsrechter: n.n.b. |

FSHF · A-internationals · Bondscoaches · Statistieken · Albanees vrouwenelftal · Olympisch elftal · Albanië U21 · Albanië U20 · Albanië U19 · Albanië U18 · Albanië U17 · Albanië U16
1946 – 1949 · 
1950 – 1959 · 
1960 – 1969 · 
1970 – 1979 · 
1980 – 1989 · 
1990 – 1999 · 
2000 – 2009 · 
2010 – 2019 ·
2020 – 2029
EK 2016 · EK 2024
1946 · 
1947 · 
1948 · 
1949 · 
1950 · 
1951 · 
1952 · 
1953 · 
1954 · 1955 · 1956 · 
1957 · 
1958 · 
1959 · 1960 · 1961 · 1962 · 
1963 · 
1964 · 
1965 · 
1966 · 
1967 · 
1968 · 1969 · 
1970 · 
1971 · 
1972 · 
1973 · 
1974 · 1975 · 
1976 · 
1977 · 1978 · 1979 · 
1980 · 
1981 · 
1982 · 
1983 · 
1984 · 
1985 · 
1986 · 
1987 · 
1988 · 
1989 · 
1990 · 
1991 · 
1992 · 
1993 · 
1994 · 
1995 · 
1996 · 
1997 · 
1998 · 
1999 · 
2000 · 
2001 · 
2002 · 
2003 · 
2004 · 
2005 · 
2006 · 
2007 · 
2008 · 
2009 · 
2010 · 
2011 · 
2012 · 
2013 · 
2014 · 
2015 · 
2016 · 
2017 · 
2018 ·
2019 ·
2020 ·
2021 ·
2022 ·
2023 ·
2024
Algerije ·
Andorra ·
Argentinië ·
Armenië ·
Azerbeidzjan ·
Bahrein ·
België ·
Bosnië en Herzegovina ·
Bulgarije ·
Chili ·
China ·
Cuba ·
Cyprus ·
DDR ·
Denemarken ·
Duitsland ·
Engeland ·
Estland ·
Faeröer ·
Finland ·
Frankrijk ·
Georgië ·
Griekenland ·
Hongarije ·
Ierland ·
IJsland ·
Iran ·
Israël · 
Italië ·
Joegoslavië ·
Jordanië ·
Kameroen ·
Kazachstan ·
Kosovo ·
Kroatië ·
Letland ·
Liechtenstein ·
Litouwen ·
Luxemburg ·
Malta ·
Marokko ·
Mexico ·
Moldavië ·
Montenegro ·
Nederland ·
Noord-Ierland ·
Noord-Macedonië ·
Noorwegen ·
Oekraïne ·
Oezbekistan ·
Oostenrijk ·
Polen ·
Portugal ·
Qatar ·
Roemenië ·
Rusland ·
San Marino ·
Saoedi-Arabië ·
Schotland ·
Servië ·
Slovenië ·
Spanje ·
Tsjechië ·
Tsjecho-Slowakije ·
Turkije ·
Vietnam ·
Wales ·
Wit-Rusland ·
Zweden ·
Zwitserland
Frankrijk (2016) · 
Roemenië (2016) · 
Zwitserland (2016)
CONMEBOL: Argentinië · Bolivia · Brazilië · Chili · Colombia · Ecuador · Paraguay · Peru · Uruguay · Venezuela

UEFA: Albanië · Andorra · Armenië · Azerbeidzjan · België · Bosnië en Herzegovina · Bulgarije · Cyprus · Denemarken · Duitsland · Engeland · Estland · Faeröer · Finland · Frankrijk · Georgië · Gibraltar · Griekenland · Hongarije · IJsland · Ierland · Israël · Italië · Kazachstan · Kosovo · Kroatië · Letland · Liechtenstein · Litouwen · Luxemburg · Malta · Moldavië · Montenegro · Nederland · Noord-Ierland · Noord-Macedonië · Noorwegen · Oekraïne · Oostenrijk · Polen · Portugal · Roemenië · Rusland · San Marino · Schotland · Servië · Slovenië · Slowakije · Spanje · Tsjechië · Turkije · Wales · Wit-Rusland · Zweden · Zwitserland

AFC: Australië · China · Irak · Iran · Japan · Libanon · Oezbekistan · Oman · Qatar · Saoedi-Arabië · Syrië · Verenigde Arabische Emiraten · Vietnam · Zuid-Korea

CAF: Algerije · Burkina Faso · Congo-Kinshasa · Egypte · Ghana · Ivoorkust · Kaapverdië · Kameroen · Mali · Marokko · Nigeria · Senegal · Tunesië · Zuid-Afrika

CONCACAF: Canada · Costa Rica · Curaçao · El Salvador · Honduras · Jamaica · Mexico · Panama · Suriname · Verenigde Staten

OFC: Nieuw-Zeeland